# Elezioni comunali in Abruzzo del 2003
Le elezioni comunali in Abruzzo del 2003 si sono svolte il 25 e 26 maggio (con ballottaggio l'8 e 9 giugno).

## Riepilogo sindaci eletti
Coalizione di centro-destra
     Coalizione di centro-sinistra
     Coalizione di centro
| Provincia | Comune              | Popolazione legale (censimento 2001) | Sindaco uscente | Sindaco uscente          | Sindaco eletto | Sindaco eletto           | Primo turno | Primo turno | Secondo turno | Secondo turno | Seggi   |
| Provincia | Comune              | Popolazione legale (censimento 2001) | Sindaco uscente | Sindaco uscente          | Sindaco eletto | Sindaco eletto           | Voti        | %           | Voti          | %             | Seggi   |
| --------- | ------------------- | ------------------------------------ | --------------- | ------------------------ | -------------- | ------------------------ | ----------- | ----------- | ------------- | ------------- | ------- |
| Chieti    | Francavilla al Mare | 22 883                               |                 | Roberto Angelucci (Ind.) |                | Roberto Angelucci (Ind.) | 9 891       | 61,92       | —             | —             | 14 / 20 |
| Pescara   | Pescara             | 116 286                              |                 | Carlo Pace (Ind.)        |                | Luciano D'Alfonso (DL)   | 38 534      | 47,16       | 41 570        | 53,48         | 20 / 40 |

## Provincia di Chieti

### Francavilla al Mare
|                                                        | Roberto Angelucci ✔️ Sindaco | 9 891                | 61,92 | Forza Italia            | 2 986  | 19,55 | 5  |  |  |
| Unione di Centro                                       | Roberto Angelucci ✔️ Sindaco | 9 891                | 61,92 | 2 645                   | 17,32  | 4     |    |  |  |
| Alleanza Nazionale                                     | Roberto Angelucci ✔️ Sindaco | 9 891                | 61,92 | 2 247                   | 14,71  | 3     |    |  |  |
| Partito Democratico Cristiano                          | Roberto Angelucci ✔️ Sindaco | 9 891                | 61,92 | 1 186                   | 7,77   | 1     |    |  |  |
| Forza Francavilla                                      | Roberto Angelucci ✔️ Sindaco | 9 891                | 61,92 | 1 070                   | 7,01   | 1     |    |  |  |
| Totale liste                                           | Roberto Angelucci ✔️ Sindaco | 9 891                | 61,92 | 10 134                  | 66,36  | 14    |    |  |  |
|                                                        | Vincenzo Di Lorenzo          | 5 790                | 36,25 | Democratici di Sinistra | 1 514  | 9,91  | 2  |  |  |
| La Margherita                                          | Vincenzo Di Lorenzo          | 5 790                | 36,25 | 1 239                   | 8,11   | 2     |    |  |  |
| Cattolici Democratici                                  | Vincenzo Di Lorenzo          | 5 790                | 36,25 | 974                     | 6,38   | 1     |    |  |  |
| Federazione dei Verdi - Partito dei Comunisti Italiani | Vincenzo Di Lorenzo          | 5 790                | 36,25 | 594                     | 3,89   | –     |    |  |  |
| Alleanza Popolare - UDEUR                              | Vincenzo Di Lorenzo          | 5 790                | 36,25 | 248                     | 1,62   | –     |    |  |  |
| Francavilla dei Valori                                 | Vincenzo Di Lorenzo          | 5 790                | 36,25 | 167                     | 1,09   | –     |    |  |  |
| Socialisti Democratici Italiani                        | Vincenzo Di Lorenzo          | 5 790                | 36,25 | 138                     | 0,90   | –     |    |  |  |
| Seggio di coalizione                                   | Seggio di coalizione         | Seggio di coalizione | 36,25 | 1                       |        |       |    |  |  |
| Totale liste                                           | Vincenzo Di Lorenzo          | 5 790                | 36,25 | 4 874                   | 31,91  | 5     |    |  |  |
|                                                        | Francesco Di Nardo           | 293                  | 1,83  | Rifondazione Comunista  | 264    | 1,73  | –  |  |  |
| Totale                                                 | Totale                       | 15 974               | 100   |                         | 15 272 | 100   | 20 |  |  |
|                                                        |                              |                      |       |                         |        |       |    |  |  |
| Schede bianche                                         | Schede bianche               | 96                   | 0,59  |                         |        |       |    |  |  |
| Schede nulle                                           | Schede nulle                 | 302                  | 1,84  |                         |        |       |    |  |  |
| Votanti                                                | Votanti                      | 16 372               | 77,82 |                         |        |       |    |  |  |
| Elettori                                               | Elettori                     | 21 037               |       |                         |        |       |    |  |  |
|                                                        |                              |                      |       |                         |        |       |    |  |  |
| Fonte: Ministero dell'interno                          |                              |                      |       |                         |        |       |    |  |  |

## Provincia di Pescara

### Pescara
| Candidati                       | Candidati                    | II turno             | II turno          | I turno | I turno | Liste                                             | Voti   | %     | Seggi |
| Candidati                       | Candidati                    | Voti                 | %                 | Voti    | %       | Liste                                             | Voti   | %     | Seggi |
| ------------------------------- | ---------------------------- | -------------------- | ----------------- | ------- | ------- | ------------------------------------------------- | ------ | ----- | ----- |
|                                 | Luciano D'Alfonso ✔️ Sindaco | 41 570               | 53,48             | 38 534  | 47,16   | Democratici di Sinistra                           | 10 436 | 14,03 | 7     |
| La Margherita                   | Luciano D'Alfonso ✔️ Sindaco | 41 570               | 53,48             | 38 534  | 47,16   | 9 337                                             | 12,56  | 6     |       |
| Rifondazione Comunista          | Luciano D'Alfonso ✔️ Sindaco | 41 570               | 53,48             | 38 534  | 47,16   | 3 445                                             | 4,63   | 2     |       |
| Italia dei Valori               | Luciano D'Alfonso ✔️ Sindaco | 41 570               | 53,48             | 38 534  | 47,16   | 3 429                                             | 4,61   | 2     |       |
| Socialisti Democratici Italiani | Luciano D'Alfonso ✔️ Sindaco | 41 570               | 53,48             | 38 534  | 47,16   | 2 390                                             | 3,21   | 1     |       |
| Alleanza Popolare - UDEUR       | Luciano D'Alfonso ✔️ Sindaco | 41 570               | 53,48             | 38 534  | 47,16   | 945                                               | 1,27   | –     |       |
| Federazione dei Verdi           | Luciano D'Alfonso ✔️ Sindaco | 41 570               | 53,48             | 38 534  | 47,16   | 911                                               | 1,22   | –     |       |
| Pescara Amica                   | Luciano D'Alfonso ✔️ Sindaco | 41 570               | 53,48             | 38 534  | 47,16   | 895                                               | 1,20   | –     |       |
| Partito dei Comunisti Italiani  | Luciano D'Alfonso ✔️ Sindaco | 41 570               | 53,48             | 38 534  | 47,16   | 784                                               | 1,05   | –     |       |
| Totale liste                    | Luciano D'Alfonso ✔️ Sindaco | 41 570               | 53,48             | 38 534  | 47,16   | 32 572                                            | 43,80  | 18    |       |
|                                 | Carlo Masci                  | 36 154               | 46,52             | 39 312  | 48,11   | Forza Italia                                      | 12 112 | 16,29 | 4     |
| Alleanza Nazionale              | Carlo Masci                  | 36 154               | 46,52             | 39 312  | 48,11   | 10 873                                            | 14,62  | 2     |       |
| Pescara Futura                  | Carlo Masci                  | 36 154               | 46,52             | 39 312  | 48,11   | 5 485                                             | 7,38   | 1     |       |
| Unione di Centro                | Carlo Masci                  | 36 154               | 46,52             | 39 312  | 48,11   | 5 300                                             | 7,13   | –     |       |
| Partito Democratico Cristiano   | Carlo Masci                  | 36 154               | 46,52             | 39 312  | 48,11   | 1 701                                             | 2,29   | –     |       |
| Cattolici Democratici           | Carlo Masci                  | 36 154               | 46,52             | 39 312  | 48,11   | 1 635                                             | 2,20   | –     |       |
| Fiamma Tricolore                | Carlo Masci                  | 36 154               | 46,52             | 39 312  | 48,11   | 488                                               | 0,66   | –     |       |
| Alternativa Femminile           | Carlo Masci                  | 36 154               | 46,52             | 39 312  | 48,11   | 88                                                | 0,12   | –     |       |
| Seggio di coalizione            | Seggio di coalizione         | Seggio di coalizione | 46,52             | 39 312  | 48,11   | 1                                                 |        |       |       |
| Totale liste                    | Carlo Masci                  | 36 154               | 46,52             | 39 312  | 48,11   | 37 682                                            | 50,67  | 19    |       |
|                                 | Gianni Teodoro               | Gianni Teodoro       | Gianni Teodoro    | 2 421   | 2,96    | Lista Teodoro per Pescara (A)                     | 2 764  | 3,72  | 1     |
| Seggio di coalizione            | Seggio di coalizione         | Seggio di coalizione | Gianni Teodoro    | 2 421   | 2,96    | 1                                                 |        |       |       |
|                                 | Giorgio D'Amico              | Giorgio D'Amico      | Giorgio D'Amico   | 911     | 1,11    | Nuovo PSI (B)                                     | 991    | 1,33  | –     |
|                                 | Fabrizio Bosio               | Fabrizio Bosio       | Fabrizio Bosio    | 381     | 0,47    | Fronte Sociale Nazionale                          | 269    | 0,36  | –     |
|                                 | Lorenzo Valloreja            | Lorenzo Valloreja    | Lorenzo Valloreja | 149     | 0,18    | Semper Fidelis Luci - Innovazione per Pescara (C) | 90     | 0,12  | –     |
| Totale                          | Totale                       | 77 724               | 100               | 81 708  | 100     |                                                   | 74 368 | 100   | 40    |
|                                 |                              |                      |                   |         |         |                                                   |        |       |       |
| Schede bianche                  | Schede bianche               | 435                  | 0,55              | 1 044   | 1,23    |                                                   |        |       |       |
| Schede nulle                    | Schede nulle                 | 648                  | 0,82              | 1 971   | 2,33    |                                                   |        |       |       |
| Votanti                         | Votanti                      | 78 807               | 73,36             | 84 723  | 78,87   |                                                   |        |       |       |
| Elettori                        | Elettori                     | 107 427              |                   | 107 427 |         |                                                   |        |       |       |
|                                 |                              |                      |                   |         |         |                                                   |        |       |       |
| Fonte: Ministero dell'interno   |                              |                      |                   |         |         |                                                   |        |       |       |

- Le liste contrassegnate con le lettere A, B e C sono apparentate al secondo turno con il candidato sindaco Luciano D'Alfonso.